# 卡赫姆
卡赫姆（羅馬化：Kaa-Khem）是俄羅斯圖瓦共和國的一個市级镇、克孜勒区的行政中心。截至2010年，該地的人口為15,044。

## 地理
卡赫姆位于小葉尼塞河的左岸，西部与克孜勒的郊区接壤。有一条公路通往萨雷格谢普。

### 时区
卡赫姆位于克拉斯诺亚尔斯克时区(UTC+7)。

## 历史
該鎮成立於1975年，並設有一家工廠。